# Viagem às Ilhas
A Viagem às Ilhas, também conhecida como Expedição Essex-Raleigh, foi uma campanha naval ambiciosa, mas sem sucesso, enviada pela Rainha Elizabeth I da Inglaterra, e apoiada pelas Províncias Unidas, contra o Império Espanhol e o Império Português de Filipe II da Casa de Habsburgo durante a Guerra Anglo-Espanhola (1585-1604) e a Guerra dos Oitenta Anos.

## Campanha
A campanha decorreu entre junho e finais de agosto de 1597, e os objetivos eram destruir a frota espanhola do Adelantado de Castela, Martín de Padilla y Manrique, Conde de Santa Gadea, no porto de Ferrol, ocupar e destruir o possessões espanholas nas ilhas dos Açores, e interceptar a frota de tesouros espanhola vinda da América enquanto passava pelos Açores. O resultado da campanha foi um grande fracasso para a Inglaterra. Foi liderado por Sir Robert Devereux, Conde de Essex, como almirante e general-em-chefe, Sir Thomas Howard, conde de Suffolk, como vice-almirante, e Sir Walter Raleigh como contra-almirante. O esquadrão holandês era comandado pelo tenente-almirante Jacob van Wassenaer Duivenvoorde. Outros participantes notáveis foram Sir Henry Wriothesley, Conde de Southampton (que comandou o galeão Garland), o Barão Jacob Astley de Reading, Sir Edward Michelborne a bordo da Moon, Sir Robert Mansell, Roger Manners 5º Conde de Rutland, e o poeta inglês John Donne.
A frota anglo-holandesa voltou para a Inglaterra com grandes perdas e uma guerra de recriminações entre Essex e Raleigh. As frotas espanholas eram lideradas por Martín de Padilla, Alonso de Bazán, Diego Brochero e Pedro de Zubiaur. A frota do tesouro era comandada pelo almirante Juan Gutiérrez de Garibay.
A expedição foi a última grande campanha naval de Elizabeth I da Inglaterra. O fracasso de Essex em capturar a prata da frota do tesouro espanhol, e seu fracasso em ocupar as ilhas portuguesas dos Açores (União Ibérica), contribuíram para seu declínio nas boas graças da rainha.